# Jan-Hendrik Salver
Jan-Hendrik Salver (født 1. marts 1969) er en tysk fodbolddommer fra Stuttgart.
Salver er en af de ti tyske linjedommere som dømmer kamper både i 1. Fußball-Bundesliga og kamper organiseret af FIFA..
Hans hidtil største kamp var ved EM 2004 i Portugal, da han sammen med sin kollega Christian Schräer assisterte dommeren Markus Merk i finalen mellem Portugal og Grækenlad. Under VM 2006 assisterede han igen Markus Merk i tre kampe. Under VM 2010 i Sydafrika var han sammen med Mike Pickel linjedommerdommer for Wolfgang Stark.
Salver har pr. juni 2010 været dommerdommer i 156 Bundesligakampe, 54 europacupkampe og 35 landskampe.